# 水利部淮河水利委员会
32°54′59.36″N 117°23′32.11″E / 32.9164889°N 117.3922528°E
水利部淮河水利委员会，通称淮河水利委员会，简称淮委，是中华人民共和国水利部的正厅级直属事业单位，是水利部流域派出机构。辖跨豫皖鲁苏四省，代表水利部行使所在淮河流域内的的水行政主管职责。淮委机关驻安徽省蚌埠市。

## 历史
| 设置者         | 建立时间                        | 机构名称                                      | 首任官员                                           | 注释                                                                                 |
| -------------- | ------------------------------- | --------------------------------------------- | -------------------------------------------------- | ------------------------------------------------------------------------------------ |
| 清朝两江总督府 | 1866年(清同治五年)              | 导淮局                                        |                                                    |                                                                                      |
| 清朝江苏总督府 | 1881年(清光绪五年)              | 导淮局                                        |                                                    |                                                                                      |
| 北洋政府       | 1913年(民国二年)                | 导淮局                                        | 张謇(任督办)                                       |                                                                                      |
| 南京国民政府   | 1929年3月设立，1947年7月1日撤销 | 导淮委员会                                    | 蒋中正（任委员长），后由陈果夫代理，黄郛任副委员长 | 民国22年至民国26年导淮委员会发行水利公债2000万元。                                   |
| 南京国民政府   | 1947年7月1日:8378               | 淮河水利工程总局（導淮委員會改組:8378）驻蚌埠 | 林平一（任局长）                                   | 淮河水利工程总局下设淮河复堤工程局、运河复堤工程局、沂沭河水利工程局、滨海区工程队。 |

### 南京國民政府
在北伐完成後，國民政府設立全國最高水利會以行全國水利規劃。但是導淮委員會仍然維持其獨立地位，並開始進行導淮工程，在淮河下游疏浚新河道中山河作為淮河的新入海口。

### 中华人民共和国
中华人民共和国成立后，1949年11月8日至18日，中央水利部在北京召开全国水利联席会议，作出“以流域为单位，组织流域性水利机构”的决议。决定淮河水利工程总局隶属中央水利部。
1950年11月6日，沂、沭、泗、运各河的治理工作划归治淮委员会统一管理，主任曾山。1958年7月8日，机构撤销，人员下放给所在各省的水电厅、专署水电局。
1969年11月，设置国务院治淮规划小组，组长李德生。1971年10月7日，设国务院治淮规划小组办公室，1977年5月16日撤销。
1977年5月16日，设水利电力部治淮委员会。1990年2月6日，更名为水利部淮河水利委员会。

## 职责
根据有关规定，水利部淮河水利委员会承担下列职责：
1. 负责保障流域水资源的合理开发利用。受部委托组织编制流域或流域内跨省（自治区、直辖市）的江河湖泊的流域综合规划及有关的专业或专项规划并监督实施；拟订流域性的水利政策法规。组织开展流域控制性水利项目、跨省（自治区、直辖市）重要水利项目与中央水利项目的前期工作。根据授权，负责流域内有关规划和中央水利项目的审查、审批以及有关水工程项目的合规性审查。对地方大中型水利项目进行技术审核。负责提出流域内中央水利项目、水利前期工作、直属基础设施项目的年度投资计划并组织实施。组织、指导流域内有关水利规划和建设项目的后评估工作。
2. 负责流域水资源的管理和监督，统筹协调流域生活、生产和生态用水。受部委托组织开展流域水资源调查评价工作，按规定开展流域水能资源调查评价工作。 按照规定和授权，组织拟订流域内省际水量分配方案和流域年度水资源调度计划以及旱情紧急情况下的水量调度预案并组织实施，组织开展流域取水许可总量控制工作，组织实施流域取水许可和水资源论证等制度，按规定组织开展流域和流域重要水工程的水资源调度。
3. 负责流域水资源保护工作。组织编制流域水资源保护规划，组织拟订跨省（自治区、直辖市）江河湖泊的水功能区划并监督实施，核定水域纳污能力，提出限制排污总量意见，负责授权范围内入河排污口设置的审查许可；负责省界水体、重要水功能区和重要入河排污口的水质状况监测；指导协调流域饮用水水源保护、地下水开发利用和保护工作。指导流域内地方节约用水和节水型社会建设有关工作。
4. 负责防治流域内的水旱灾害，承担流域防汛抗旱总指挥部的具体工作。组织、协调、监督、指导流域防汛抗旱工作，按照规定和授权对重要的水工程实施防汛抗旱调度和应急水量调度。组织实施流域防洪论证制度。组织制定流域防御洪水方案并监督实施。指导、监督流域内蓄滞洪区的管理和运用补偿工作。按规定组织、协调水利突发公共事件的应急管理工作。
5. 指导流域内水文工作。按照规定和授权，负责流域水文水资源监测和水文站网的建设和管理工作。负责流域重要水域、直管江河湖库及跨流域调水的水量水质监测工作，组织协调流域地下水监测工作。发布流域水文水资源信息、情报预报以及流域水资源公报、泥沙公报。
6. 指导流域内河流、湖泊及河口、海岸滩涂的治理和开发；按照规定权限，负责流域内水利设施、水域及其岸线的管理与保护以及重要水利工程的建设与运行管理。指导流域内所属水利工程移民管理有关工作。负责授权范围内河道范围内建设项目的审查许可及监督管理。负责长江宜宾以下干流河道采砂的统一管理和监督检查，负责长江省际边界重点河段采砂的管理和监督检查，指导、监督流域内河道采砂管理有关工作。指导流域内水利建设市场监督管理工作。
7. 指导、协调流域内水土流失防治工作。组织有关重点防治区水土流失预防、监督与管理。按规定负责有关水土保持中央投资建设项目的实施，指导并监督流域内国家重点水土保持建设项目的实施。受部委托组织编制流域水土保持规划并监督实施，承担国家立项审批的大中型生产建设项目水土保持方案实施的监督检查。组织开展流域水土流失监测、预报和公告。
8. 负责职权范围内水政监察和水行政执法工作，查处水事违法行为；负责省际水事纠纷的调处工作。指导流域内水利安全生产工作，负责流域管理机构内安全生产工作及其直接管理的水利工程质量和安全监督；根据授权，组织、指导流域内水库、水电站大坝等水工程的安全监管。开展流域内中央投资的水利工程建设项目稽察。
9. 按规定指导流域内农村水利及农村水能资源开发有关工作，指导水电农村电气化和小水电代燃料工作。负责开展水利科技、外事和质量技术监督工作。承办国际河流有关涉外事务。承担有关水利统计工作。
10. 按照规定或授权负责流域控制性水利工程、跨省（自治区、直辖市）水利工程等中央水利工程的国有资产的运营或监督管理；研究提出直管工程和流域内跨省（自治区、直辖市）水利工程供水价格及直管工程上网电价核定与调整的建议。
11. 承办水利部交办的其他事项。

## 机构设置
根据有关规定，水利部淮河水利委员会设置下列机构：

### 内设机构
- 办公室（国际合作与科技处）
- 规划计划处
- 政策法规处（水政监察总队）
- 财务处
- 人事处
- 水资源管理处
- 水资源节约与保护处
- 建设与运行管理处
- 河湖管理处
- 水土保持处（农村水利水电处）
- 监督处
- 水旱灾害防御处
- 审计处
- 离退休职工管理处
- 淮河工会（中国农林水利气象工会淮河委员会）
- 直属机关党委

### 双重领导机构
- 生态环境部淮河流域生态环境监督管理局（副厅局级）[註 1]

### 直属事业单位
- 淮河水利委员会沂沭泗水利管理局（正厅局级）[註 2]
- 淮河水利委员会治淮工程建设管理局（水利水电工程建设管理中心）（副厅局级）[註 3]
- 淮河水利委员会水文局（信息中心）（副厅局级）
- 淮河水利委员会通信总站
- 淮河水利委员会治淮档案馆（治淮宣传中心）
- 淮河水利委员会淮河流域水土保持监测中心站
- 淮河水利委员会水利水电工程技术研究中心
- 淮河水利委员会综合事业发展中心
- 淮河水利委员会后勤服务中心
- 淮河水资源保护科学研究所

## 历任领导
淮河水利工程总局局长
1. 刘宠光 （1949年10月－1950年11月) [3]。

治淮委员会主任
1. 曾　山 （1950年11月－1952年12月)
2. 谭震林 （1952年12月－1955年5月)
3. 曾希圣 （1955年5月－1958年7月)

国务院治淮规划小组办公室主任
1. 单文忠（1971年10月－1974年7月）

水利电力部治淮委员会主任
1. 王路明（1977年5月16日－1979年5月)
2. 王英先（1979年5月－1981年3月)
3. 李苏波（1981年3月－1983年10月)
4. 蔡敬荀（1983年10月－1989年5月)
5. 袁国林（1989年5月－1990年2月6日)

水利部淮河水利委员会主任
1. 袁国林（1990年2月6日－1992年9月）
2. 赵武京（1992年9月－1998年12月）
3. 宁　远（1998年12月－2002年1月）
4. 钱　敏（2002年1月－2015年11月）
5. 肖　幼（2015年11月－2020年12月）[4]。
6. 刘冬顺（2020年12月- 2023年10月）
7. 杨锋（2023年10月- ）